# Schweich (Luxembourg)
Pour l’article homonyme, voir Schweich.
Schweich (luxembourgeois : Schweech) est une section de la commune luxembourgeoise de Beckerich située dans le canton de Redange.